# Kőérberek
Kőérberek ([ˈkøːeːɾbɛɾɛk]) est un quartier de Budapest, situé dans le 11e arrondissement.